# Začret
Začret – wieś w Słowenii, w gminie miejskiej Celje. W 2018 roku liczyła 352 mieszkańców. 